# Hermanos Livonios de la Espada

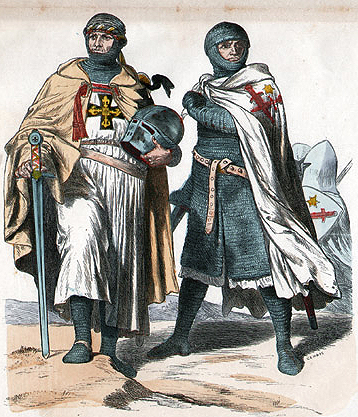
Hermanos Livonios de la Espada.

Escudo de la orden.

Los Hermanos Livonios de la Espada (en latín Fratres militiae Christi, literalmente la "Fraternidad del Ejército de Cristo", en alemán Schwertbrüderorden), también conocidos como Caballeros de Cristo, Hermanos de la Espada, Caballeros Portaespadas o Milicia de Cristo de Livonia, fue una orden militar católica fundada en 1202 por Alberto de Buxhoeveden, Obispo de Riga (Príncipe-Obispo de Livonia), y compuesta por monjes-guerreros alemanes (de Livonia). Estaba basada primordialmente en los estatutos de los Caballeros Templarios.

## Historia de la Orden

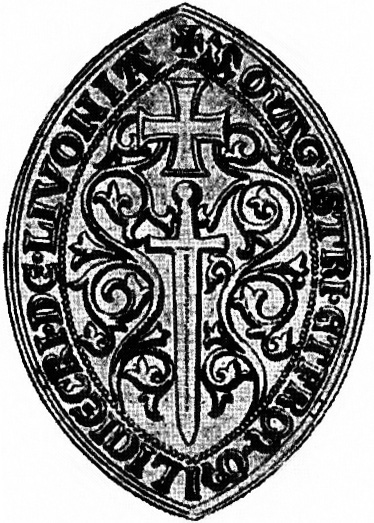
Sello de los Hermanos Livones de la Espada

Desde su fundación, la orden solía ignorar su supuesto vasallaje al obispado. En 1218 el obispo pidió al rey danés Valdemar II apoyo contra la orden, pero Valdemar II concertó un acuerdo con la Hermandad y lo aprovechó para conquistar el norte de Estonia.
Los cuarteles de la Orden se encontraban en Viljandi (Fellin), en la actual Estonia, en donde las murallas del castillo todavía siguen en pie. Otras plazas fuertes incluían: Cesis (Wenden), Sigulda (Segewold) y Aizkraukle (Ascheraden). Los comandantes de Viljandi (Fellin), Kuldiga (Goldingen), Aluksne (Marienburg), Tallin (Reval) y el Bailío de Paide (Weissenstein) pertenecían al consejo de cinco miembros del Maestre de la Orden.
Como consecuencia de la tremenda derrota frente a lituanos en la batalla de Saule, en 1236, quedó la Hermandad fuertemente diezmada y tras autorización papal de 1237, se integraron en la Orden Teutónica, dentro de la cual serían conocidos como los Hermanos de la Orden Livona o los Hermanos Livonios de la Espada.